# Hannan
För andra betydelser, se Hannan (olika betydelser).
Hannan (japanska: 阪南市?, Hannan-shi) är en stad i Osaka prefektur, Japan. Staden fick stadsrättigheter 1991.

## Källor

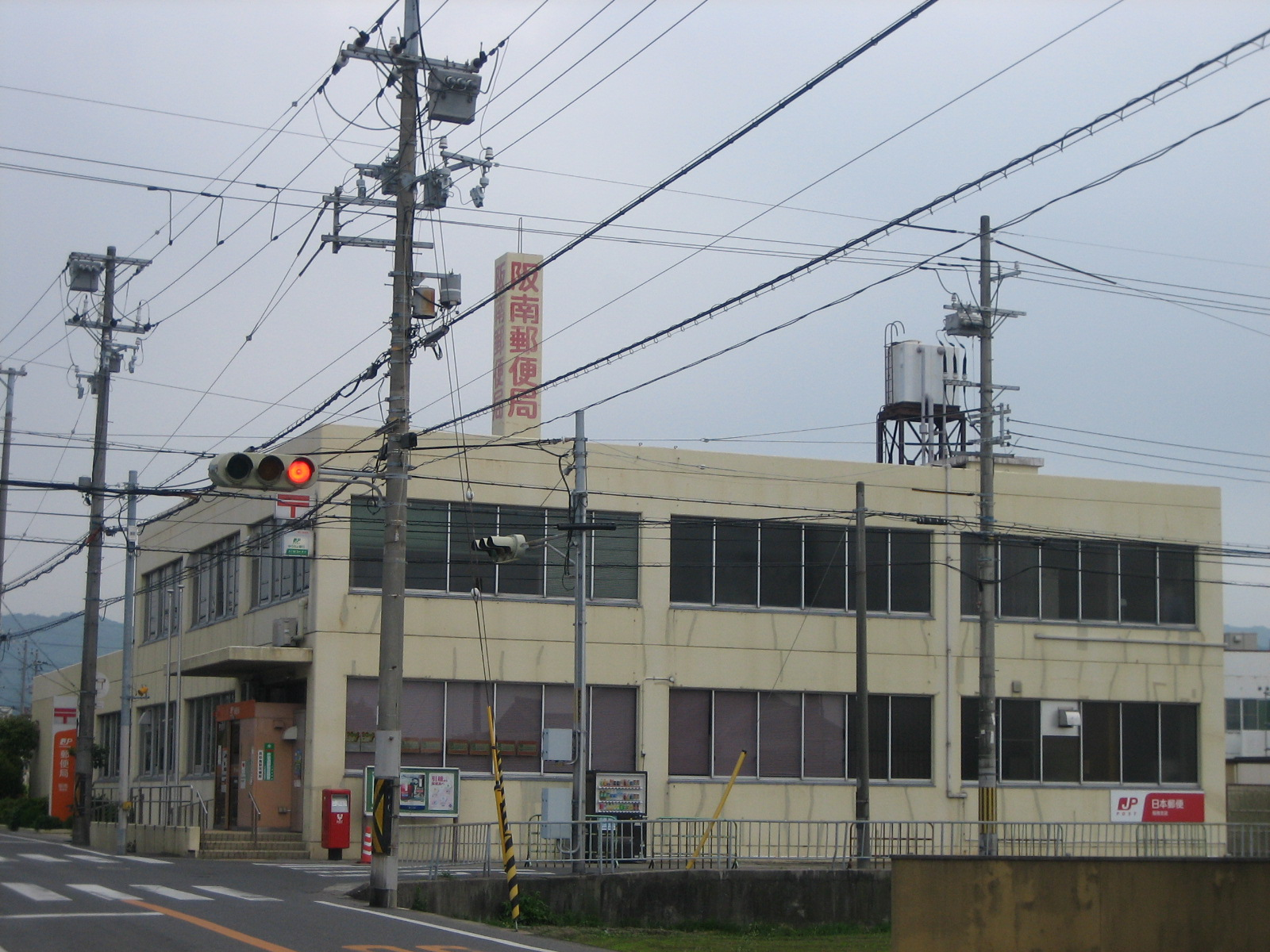
Postkontoret i Hannan